# Логинов, Леонид Семёнович
Леонид Семёнович Логинов (1925—2000) — гвардии старшина Рабоче-крестьянской Красной Армии, участник Великой Отечественной войны, Герой Советского Союза (1945).

## Биография
Леонид Логинов родился 31 мая 1925 года в селе Волчиха (ныне — посёлок в Волчихинском районе Алтайского края). Окончил семь классов школы, курсы трактористов и курсы шофёров, после чего работал по специальности в родном селе. В феврале 1944 года Логинов был призван на службу в Рабоче-крестьянскую Красную Армию. Окончил Омское танковое училище. С октября 1944 года — на фронтах Великой Отечественной войны.
К февралю 1945 года гвардии сержант Леонид Логинов был механиком-водителем танка «Т-34» 1-го батальона 36-й гвардейской танковой бригады 4-го гвардейского механизированного корпуса 7-й гвардейской армии 2-го Украинского фронта. Отличился во время освобождения Словакии. 17-25 февраля 1945 года экипаж Логинова прикрывал переправу советских частей через реку Грон. Умело маневрируя, танкисты уничтожили 9 танков, 5 бронетранспортёров и около 270 солдат и офицеров противника.
Указом Президиума Верховного Совета СССР от 28 апреля 1945 года за «образцовое выполнение боевых заданий командования на фронте борьбы с немецкими захватчиками и проявленные при этом мужество и героизм» гвардии сержант Леонид Логинов был удостоен высокого звания Героя Советского Союза с вручением ордена Ленина и медали «Золотая Звезда» за номером 4985.
После окончания войны в звании старшины Логинов был демобилизован. Вернулся на родину. В 1962 году Логинов окончил вечернее отделение Алтайского политехнического института, после чего работал в Рубцовске. С 1973 года проживал и работал в Москве.
Скончался 11 ноября 2000 года, похоронен на Троекуровском кладбище Москвы.
Был также награждён орденом Отечественной войны 1-й степени и рядом медалей.